# 曲阜孔氏
曲阜孔氏（コクプゴンし、きょくふこうし、朝鮮語: 곡부공씨）は、朝鮮の氏族の1つ。本貫は孔子の生地である中国山東曲阜である。2015年の調査では89,331人（同系統の昌原孔氏は276人）。
始祖は孔子である。1351年、孔子の53代孫の孔紹は元の翰林学士だったが、高麗恭愍王に降嫁された魯国大長公主の師父として、高麗に入国・帰化した。孔紹は門下侍郎平章事となり、昌原を領地として授けられ、曲阜孔氏の中始祖となる。

## 行列字
| ○世孫  | 74       | 75       | 76       | 77       | 78       | 79       | 80       | 81       | 82       | 83       | 84       | 85       | 86       | 87       | 88       |
| ------ | -------- | -------- | -------- | -------- | -------- | -------- | -------- | -------- | -------- | -------- | -------- | -------- | -------- | -------- | -------- |
| 行列字 | 동（東） | 열（烈） | 재（在） | 석（錫） | 영（泳） | 식（植） | 희（熙） | 배（培） | 종（鍾） | 호（浩） | 권（權） | 섭（燮） | 규（圭） | 용（鎔） | 락（洛） |

## 集姓村
- 全羅南道高興郡豊陽面上林里
- 京畿道利川市大月面丹月里
- 京畿道龍仁市駒城面上下里
- 忠清北道鎮川郡鎮川邑邑内里
- 忠清北道沃川郡伊院面開心里
- 慶尚北道月城郡川北面吾也里
- 慶尚北道迎日郡大松面
- 慶尚南道昌寧郡梨房面上里
- 慶尚南道陜川郡伽倻面黄山里[2]